# Старокуяново
Старокуя́ново (рос. Старокуяново, башк. Иҫке Ҡуян) — село у складі Бакалинського району Башкортостану, Росія. Входить до складу Бакалинської сільської ради.
Населення — 379 осіб (2010; 430 у 2002).
Національний склад:
- татари — 74 %